# Beretta M1935
A Beretta M1935 egy kompakt .32 ACP kaliberű tömegzáras félautomata pisztoly melyet a Beretta gyártott.

## Történet
Az 1930-as évek elején megjelenő Walther PP pisztoly lenyűgözte az olasz hadsereget, amely éppen egy új kézi lőfegyver beszerzését tervezte. A Beretta nem akart elveszíteni egy ilyen jelentőségű rendelést, így megtervezte a kompakt M1934 pisztolyt a hadsereg számára, amelyet 1937-ben rendszeresítettek is. Az M1935 lényegében egy M1934 .32 ACP lőszerre módosítva.

## Leírás
Az M1935 egyszeres működésű, félautomata, tömegzáras rendszerű pisztoly, amely a .32 ACP lőszert tüzeli. Szerkezete acélból, markolata műanyagból készült. Ellátták manuális biztosítóval és szánrögzítővel is, amely az utolsó lövedék kilövése után a leghátsó helyzetben rögzíti a szánt. A tölténytár 8 lövedék befogadására alkalmas. Mivel a fegyvert a hadsereg számára tervezték, így minden alkatrészük csereszabatos, amely megkönnyíti a gyártást és a karbantartást.
Az M1935 pisztolyt elsősorban az olasz hadseregnek gyártották, de a civil piacon is értékesítették, valamint 1944-45-ben a német hadsereg is rendszeresítette.
A fegyver a Beretta stílusú nyitott szánnal készült, amelynek köszönhetően lőszer adogatása és hüvelykivetése igen megbízható. Kevés alkatrészből áll, karbantartása igen egyszerű. Az M1935 robusztus felépítésű, élettartama megfelelő karbantartás esetén igen hosszú.
A .32 ACP lőszer harctéri alkalmazáshoz valamelyest gyengének bizonyult. A tár 8 töltényes kapacitása és a fegyver rövid lőtávolsága miatt használatára általában csak végszükség esetén került sor. A szán nem akad önállóan a hátsó helyzetbe miután a tár kiürül, azt az üres tár akasztja meg. Amikor a tárat kiveszik a szán visszaugrik az első helyzetébe. Ez lelassítja a fegyver újratöltését. Azonban, ha a manuális biztosítót élesítik, az is egyfajta szánakasztóként funkcionál, ezután az üres tárat ki lehet venni, helyébe pedig egy töltöttet lehet helyezni, majd a biztosítót kioldják, az előreugró szán egy új lövedéket tol a töltényűrbe, így a fegyver kész a tüzelésre.

## Második világháborús zsákmányok
A Beretta M1935 pisztolyt nagy számban zsákmányolták a szövetséges erők a második világháború alatt az olasz és német katonáktól. A fegyver kedvelt volt kis mérete, egyszerű szerkezete és megbízhatósága miatt. Ezen fegyverek jó része a mai napig működőképes és nagy számban megtalálható az Egyesült Államokban, Kanadában, Ausztráliában, Új-Zélandon, az Egyesült Királyságban és Franciaországban. Az M1935 kompakt és könnyen elrejthető, lőszeréhez könnyen hozzá lehet jutni. 

## Fordítás
Ez a szócikk részben vagy egészben  a   Beretta M1935 című angol Wikipédia-szócikk ezen változatának fordításán alapul.  Az eredeti cikk szerkesztőit annak laptörténete sorolja fel. Ez a jelzés csupán a megfogalmazás eredetét és a szerzői jogokat jelzi, nem szolgál a cikkben szereplő információk forrásmegjelöléseként.